# Сабит аль-Бунани
Абу Мухаммад Сабит ибн Аслам аль-Бунани аль-Басри́ (араб. أبو محمد ثابت بن أسلم البناني البصري‎;
ок. 2 пол. VII века, Басра — 745, Басра) — мусульманский аскет, прославившийся мудрыми речениями и любовью к поклонению. С его именем часто связывают существование суфийской практики среди табиев — поколения учеников сподвижников пророка Мухаммада.

## Рождение и происхождение
Сабит ал-Бунани родился в период правления первого халифа из династии Омейядов — Му‘авийи ибн Абу Суфйана (661—680). Он получил нисбу ал-Бунани потому, что его предки были вольноотпущенниками (мавали) рода бану са‘д ибн луайй ибн галиб, больше известного как бунана. Существует мнение, что также назывался и род са‘д ибн даби‘а ибн наззар.

## Научное наследие
В традиционном мусульманском хадисоведении Сабит ал-Бунани считается заслуживавшим доверия передатчиком (рави). С его слов были услышаны и зафиксированы многочисленные хадисы, переданные известными сподвижниками Анасом ибн Маликом, ‘Абдуллахом ибн аз-Зубайром, ‘Абдуллахом ибн ‘Умаром, ‘Умаром ибн Абу Саламой и др.
Известный хадисовед Абу Хатим ар-Рази называл его, наряду с имамом Ибн Шихабом аз-Зухри и Катадой ибн Ди‘амой, в числе трех самых надёжных учеников Анаса ибн Малика. Однако знатоки хадисов отмечают, что Сабиту приписывают множество недостоверных историй, выдуманных поздними передатчиками.

## Аскетизм и благонравие
В биографических сочинениях указывается, что Сабит отличался правдивостью и набожностью, постился почти каждый день без перерыва, много плакал при чтении Корана и поминании Аллаха. Есть даже упоминание о том, что из-за проблем со зрением глазной врач запретил ему плакать, но он отказался от лечения и сказал: «Какая польза от глаз, если они не будут плакать?!».

## Кончина
Относительно точной даты смерти Сабита ал-Бунани есть разногласия. Согласно одним сообщениям, он скончался в 741 г. Но большая часть преданий указывает на то, что он умер в 745 году.